# Djendjen
Een djendjen is een Surinaams muziekinstrument.
De djendjen is een bel in een klokvorm, zoals een koebel. De bel wordt gebruikt om goden mee aan te roepen, met name in het banjaritueel.